# Empresa Nacional Hidroeléctrica del Ribagorzana
La Empresa Nacional Hidroeléctrica del Ribagorzana, más conocida por el acrónimo Enher, fue una compañía española, con sede en Barcelona, dedicada a la generación y distribución de energía eléctrica. Su actividad se centró en la producción hidroeléctrica, pero también tuvo participaciones en centrales térmicas y nucleares. 
Creada en 1946, fue históricamente una empresa de capital público, primero como propiedad del Instituto Nacional de Industria (INI) y, desde 1983, como parte de Endesa, que la absorbió en 1999, un año después de haber sido privatizada. A pesar de la extinción de la personalidad jurídica de Enher, Endesa usó la marca comercial Fecsa-Enher para su actividad de distribución en Cataluña hasta el año 2001.

## Historia
La Empresa Nacional Hidroeléctrica del Ribagorzana fue constituida en 1946 con capital mayoritario del Instituto Nacional de Industria (INI) bajo iniciativa del ingeniero Victoriano Muñoz Oms, con el objetivo de aprovechar los recursos hidráulicos de la cuenca del río Noguera-Ribagorzana. Posteriormente, obtuvo también concesiones en el Ebro y en el Cinca.
En los años 1960 el crecimiento económico español y el aumento de la demanda eléctrica llevó a Enher a buscar nuevas fuentes energéticas, más allá de los saltos de agua. En 1967, junto a Hidroeléctrica de Cataluña (HECSA), construyó una central térmica de 150 MW en San Adrián de Besós, denominada Besós I. En 1968 Enher y HECSA constituyeron al 50% la sociedad Térmicas del Besós (TERBESA) para administrar esta central y un segundo grupo, Besós II, inaugurado en 1972, además de otras instalaciones térmicas como la central de Foix, conectada en 1979. 
En el ámbito nuclear, también formó parte, con un 23%, de Hispano Francesa de Electricidad (Hifresa), un consorcio de empresas integrado por Electricité de France y las otras grandes eléctricas catalanas, FECSA y HECSA, para construir la primera central nuclear catalana y tercera española, Vandellós I, que entró en servicio en 1972. Entró también en la Asociación Nuclear Ascó II con una participación del 40%. En 1981 se autorizó la construcción de Vandellós II, proyecto en el que Enher tenía el 54%. 
La reorganización del sector eléctrico llevaba a cabo por gobierno español supuso que en 1983 el INI traspasara a Endesa, también pública, todas sus participaciones accionariales en empresas eléctricas, incluyendo Enher. Para reducir su deuda, Enher traspasó a Endesa sus participaciones nucleares en Vandellós II (54%) y en Ascó II (40%).
Tras un acuerdo de intercambio de activos firmado por Endesa e Iberdrola, en 1994 Enher adquirió el 55% de Hidruña 1, sociedad a la que se habían transferido todos los activos eléctricos de Hidroeléctrica de Cataluña, salvo los nucleares. Finalmente, en 1998 Hidruña fue absorbida por Enher, que con esta operación alcanzó 1,6 millones de clientes, lo que suponía el 50% del mercado catalán y el 15% del aragonés. A su vez, sumaba 35.000 km de líneas y más de 9.000 MW de potencia instalada. Ese mismo año 1998 cambió su razón social a Empresa Hidroeléctrica del Ribagorzana, S.A., aunque mantuvo la marca comercial Enher.
En 1999 Enher fue absorbida por Endesa, que un año antes había sido privatizada; el canje de títulos fue de 24 acciones de Enher por 25 de Endesa. Antes de la fusión por absorción, Enher y Fecsa —filial que también fue absorbida— segregaron sus activos de producción eléctrica no nuclear y de distribución a una nueva sociedad, denominada Fecsa-Enher I, S.A., controlada al 100% por Endesa. Posteriormente los activos de generación se escindieron en la otra sociedad, Fecsa-Enher II, S.A. Endesa operó en el mercado de distribución de Cataluña a través de la filial Fecsa-Enher hasta el año 2001, momento en el que cambió la marca a Fecsa-Endesa.

## Sede
Enher tenía su sede principal en la Casa Fuster, edificio de estilo modernista del arquitecto Lluís Domènech i Montaner, situado en el número 132 del Paseo de Gracia de Barcelona. La compañía eléctrica adquirió el inmueble en 1960 por 11 millones de pesetas, con la intención de derribarlo para construir un rascacielos de oficinas bautizado como Torre Barcelona. Sin embargo, tras una campaña a favor de su preservación en varios medios periodísticos, Enher descartó el proyecto de derribo e instaló sus oficinas en el edificio histórico, llevando a cabo una restauración que culminó en 1974. En el año 2000 Endesa vendió la finca, que se convirtió en un hotel. Actualmente está protegido como Bien Cultural de Interés Local.

## Activos de producción hidráulica
Los principales activos de producción hidráulica de ENHER fueron los siguientes :
C.H. Senet-Puesta en marcha: 1951
C.H. Vilaller-Puesta en marcha: 1952
C.H. Bono-Puesta en marcha: 1953
C.H. Llesp-Puesta en marcha: 1953
C.H. Pont de Suert-Puesta en marcha: 1955
C.H. Escales-Puesta en marcha: 1955
C.H. Boï-Puesta en marcha: 1956
C.H. Caldes-Puesta en marcha: 1958
C.H. Pont de Montanyana-Puesta en marcha: 1958
C.H. Canelles-Puesta en marcha: 1959
C.H. Santa Anna-Puesta en marcha:1962
C.H.Mequinenza-Puesta en marcha: 1964
C.H. Riba-Roja-Puesta en marcha: 1967
C.H. Moralets-Baserca-Llauset 

## Tecnologías para el control de los activos eléctricos
Junto con las grandes obras de  infraestructura hidráulica y eléctrica, la empresa Enher también destacó en el desarrollo de tecnologías TIC aplicadas precisamente a la gestión y control de las mencionadas infraestructuras. Como exponente destacamos los importantes desarrollos hechos en el ámbito de las redes de ordenadores (Red TRAME) y  en el del Telecontrol.